# Kleine Sundainseln
Die Kleinen Sundainseln sind eine Inselgruppe im Malaiischen Archipel. Zusammen mit den Großen Sundainseln bilden sie die Sundainseln.

## Geographie
Die Inselgruppe besteht aus sechs größeren und zahlreichen kleinen Inseln, die sich östlich von Java befinden. Zusammen haben sie eine Fläche von etwa 87.700 km².
Der Ostteil von Timor, der größten Insel der Kleinen Sundainseln, bildet den unabhängigen Staat Osttimor, zu dem außerdem die Exklave Oe-Cusse Ambeno im Westteil dieser Insel sowie die beiden kleinen Inseln Atauro und Jaco gehören. Alle weiteren Gebiete der Kleinen Sundainseln sind Teil Indonesiens und gehörten bis 1958 zur Provinz Nusa Tenggara (indonesisch: „Südostinseln“, bis 1954 Provinz Sunda Kecil), die dann in die Provinzen Bali, West-Nusa Tenggara und Ost-Nusa Tenggara aufgeteilt wurde.
Kettenartig reihen sich direkt östlich von Java (von Westen nach Osten) Bali, Lombok, Sumbawa, Flores, der Solor- und der Alor-Archipel sowie Atauro im inneren Bandabogen aneinander. Diese Inseln sind vulkanischen Ursprungs. Südlich davon bilden Sumba, die Sawuinseln und der Timorarchipel (mit Roti und Timor) den Westen des ebenfalls in West-Ost-Richtung verlaufenden äußeren Bandabogens. Er entstand durch die Auffaltung des Meeresbodens. In einer ozeanischen Subduktionszone schiebt sich hier die Nordwestecke der Australischen Platte unter die Eurasische Platte. Dies führt unter anderem zu einem Wachstum der Bergkette auf Timor, die als zentrales Bergland die gesamte Insel von Südwesten nach Nordosten durchzieht. Entsprechend sind die Inseln gebirgig. Höchste Erhebung der Kleinen Sundainseln ist der Rinjani auf Lombok mit 3726 Metern.
Nördlich von Timor und östlich von Atauro schließt sich mit Wetar die erste der sich nach Osten hinziehenden Barat-Daya-Inseln an, auf Deutsch Südwest(er)inseln genannt. Sie gehören, genauso wie die östlich von Timor gelegenen Inselgruppen, die sich in einer Kette bis zu den Aru-Inseln erstrecken, zur indonesischen Provinz Maluku.
Angebaut werden vor allem Reis, Mais, Maniok und Kaffee. An Bodenschätzen gibt es unter anderem Erdöl, Eisen, Mangan und Kupfer.
Mit Ausnahme von Bali gehören die Kleinen Sundainseln zu Wallacea, dem biologischen Übergangsgebiet zwischen Australien und Asien. Es kommen zahlreiche endemische Tier- und Pflanzenarten vor. Nach der Insel Komodo ist der Komodowaran benannt, die weltweit größte lebende Waranart. Artenreich ist auch das Meer; der Norden der Kleinen Sundainseln gehört zum sogenannten Korallendreieck.

## Einwohner
Auf den Kleinen Sundainseln leben etwa zwölf Millionen Einwohner. Sie sprechen zumeist malayo-polynesische Sprachen, weiter nach Osten aber zunehmend Papuasprachen.
Auf der Insel Flores wurden 2003 Fossilien einer kleinwüchsigen Art der Gattung Homo entdeckt und nach ihr als Homo floresiensis benannt.